# جمهورية ليتوانيا الاشتراكية السوفيتية (1918-1919)
جمهورية ليتوانيا الاشتراكية السوفيتية هي جمهورية سوفيتية لم تدم طويلًا، أعلن تأسيسها في 16 ديسمبر عام 1918 من قبل حكومة ثورية مؤقتة بقيادة فينكاس ميكيفتش كبسوكاس. ولم يعد لهذه الجمهورية وجود في 27 فبراير عام 1919، حين اندمجت مع جمهورية روسيا البيضاء الاشتراكية السوفيتية لتشكيل جمهورية ليتوانيا وروسيا البيضاء الاشتراكية السوفيتية (ليتبل – Litbel). وقد بذلت الجهود لتمثيل هذه الجمهورية كنتاج للثورة الاشتراكية التي يدعمها السكان المحليون، وكانت الجمهورية كيانًا من تخطيط موسكو إلى حد كبير لتبرير الحرب الليتوانية السوفيتية. ووصفها أحد المؤرخين السوفييت على النحو التالي: «حقيقة اعتراف حكومة روسيا السوفيتية بجمهورية ليتوانيا كجمهورية سوفيتية فتية كشفت كذبة الإمبرياليين الأمريكيين والبريطانيين بأن روسيا السوفيتية سعت إلى أهداف توسعية فيما يتعلق ببلدان البلطيق». لم يدعم الليتوانيون عمومًا القضايا السوفيتية وتجمعوا من أجل دولتهم الوطنية، التي أعلن استقلالها في 16 فبراير عام 1918 من قبل مجلس ليتوانيا.

## الخلفية
كانت ألمانيا قد خسرت الحرب العالمية الأولى ووقعت هدنة كومبين في 11 نوفمبر عام 1918. ثم بدأت قواتها العسكرية بالانسحاب من أراضي أوبر أوست (الشرق الأعلى) السابقة. وبعد يومين، تنصلت حكومة روسيا السوفيتية من معاهدة برست ليتوفسك، التي أكدت استقلال ليتوانيا. ثم شنت القوات السوفيتية هجومًا باتجاه الغرب ضد إستونيا ولاتفيا وليتوانيا وبولندا وأوكرانيا في محاولة لنشر الثورة البروليتارية العالمية واستبدال حركات الاستقلال الوطنية بجمهوريات سوفيتية. تبعت قواتهم انسحاب القوات الألمانية ووصلت إلى ليتوانيا في نهاية ديسمبر عام 1918.

## تأسيسها
لم يكن الشيوعيون نشطين في ليتوانيا حتى أواخر صيف عام 1918. نُظم الحزب الشيوعي الليتواني (سي بّي إل) من قبل 34 مندوبًا في أول مؤتمر له، وقد عُقد في فيلنيوس بين 1 و3 أكتوبر عام 1918. وانتخب براناس إيدوكيفيتشوس كأول رئيس له. وقرر الحزب اتباع الأمثلة التي وضعها الحزب الشيوعي الروسي (البلشفي) وتنظيم ثورة اشتراكية في ليتوانيا. ووضعت الخطط ومولت من قبل موسكو وأشرف عليها أدولف لوفي وديمتري مانويلسكي. وفي الثاني من ديسمبر، أرسل فينكاس ميكيفتش كبسوكاس مندوبًا لجلب 15 مليون روبل لتمويل «الثورة». وفي 8 ديسمبر، شكل حزب العمال الشيوعي الحكومة الثورية المؤقتة المكونة من ثمانية أعضاء بقيادة ميكيفتش كبسوكاس. وأعضاؤها الآخرون هم زيغماس أليكسا-أنغاريتيس، وبراناس سفوتالس -بروليتاراس، وسيميون ديمانشتاين، وكازيميرز سيشوفسكي، وأليكساندراس جاكشيفيوس، وكونستانتيناس كيرنوفيتشوس، ويتزاك واينشتاين (أيزيكاس فاينشتيناس). يشك المؤرخون الحديثون فيما إذا كانت الحكومة المؤقتة قد اجتمعت حقًا في فيلنيوس مثل ما ادعت المصادر السوفيتية؛ فمن المرجح أن الحكومة اتبعت تقدم الجيش الأحمر. وبين 16 ديسمبر عام 1918 و7 يناير عام 1920، استقرت الحكومة في داوغافبيلس، التي استولى عليها الجيش الأحمر في 9 ديسمبر عام 1918.
أصدرت الحكومة بيانًا مطبوعًا بتاريخ 16 ديسمبر، تُعلن فيه إنشاء جمهورية ليتوانيا الاشتراكية السوفيتية. ونُشر البيان لأول مرة في صحيفة إزفيستيا الروسية في 19 ديسمبر ثم أُعلن في الإذاعة. وقد نُشر في فيلنيوس بعد خمسة أيام. شددت مسودة البيان، التي أعدها كبسوكاس، على الحاجة إلى علاقات وثيقة مع روسيا الشيوعية وانتهت بشعار «عاشت جمهورية روسيا الاتحادية الاشتراكية السوفيتية مع ليتوانيا السوفيتية المدمجة!». لكن النسخة النهائية التي حررها ستالين والحزب الشيوعي الروسي ألغت الإشارات إلى الاتحاد مع روسيا، واستبدلت الشعار بعبارة «تحيا جمهورية ليتوانيا السوفيتية المحررة!»، لم يرغب كبسوكاس بإنشاء جمهورية سوفيتية مستقلة، إذ كان قد شن حملة لسنوات عديدة ضد الوطنية الاجتماعية، والانفصالية، واستقلال ليتوانيا. وبتأثير من روزا لوكسمبورغ، رفض فكرة حق تقرير المصير.
طلبت الجمهورية المشكلة حديثًا المساعدة من جمهورية روسيا الاتحادية الاشتراكية السوفيتية (RSFSR)، التي اعترفت على النحو الواجب بجمهورية ليتوانيا الاشتراكية السوفيتية كدولة مستقلة في 22 ديسمبر. وفي نفس اليوم، استولى الجيش الأحمر على زاراساي وسفينيتشونيس على الحدود الليتوانية السوفيتية. ثم بدت الحكومة المؤقتة وكأنها تتحلل ولم تحاول الحصول على اعتراف أوسع. لم يكن الجيش الليتواني، في بداياته، قادرًا على مقاومة التقدم السوفيتي. وفي 5 يناير عام 1919، استولى الجيش الأحمر على فيلنيوس، وبحلول نهاية يناير من نفس العام، سيطر السوفييت على نحو ثلثي أراضي ليتوانيا.
وقد أسست جمهوريات مماثلة في لاتفيا (جمهورية لاتفيا الاشتراكية السوفيتية) وإستونيا (كومونة الشعب العامل في إستونيا).